# Stanisław Bąba
Stanisław Bąba (ur. 5 września 1939 w Brzózie, zm. 25 sierpnia 2014 w Poznaniu) – językoznawca, polonista, frazeolog, profesor Wydziału Filologii Polskiej i Klasycznej Uniwersytetu im. Adama Mickiewicza w Poznaniu. Twórca poznańskiej szkoły frazeologicznej.

## Życiorys
W latach 1958–1963 studiował filologię polską na Uniwersytecie Mikołaja Kopernika w Toruniu. Tam uczestniczył w pracach studenckiego Koła Polonistów, brał udział w studenckich zjazdach i sympozjach naukowych, a także reprezentował ośrodek toruński w redakcji studenckiego pisma „Językoznawca”.
Pracę magisterską Przymiotniki pochodne od nazw miejscowych przygotował pod kierunkiem prof. dr hab. Haliny Turskiej.
Podejmował pracę nauczycielską w Liceum Ogólnokształcącym w Aleksandrowie Kujawskim, w Liceum Ogólnokształcącym w Ciechocinku. Pełnił też funkcję wychowawcy w internacie. We wrześniu 1965 roku zdał kolokwium kwalifikacyjne na studia doktoranckie organizowane przez Instytut Badań Literackich PAN i Ministerstwo Oświaty.
W sierpniu 1969 roku zrezygnował z pracy w szkole i podjął pracę w Zakładzie Języka Polskiego Uniwersytetu im. Adama Mickiewicza w Poznaniu. W roku akademickim 1970–1971 pracował w Zakładzie Metodyki Nauczania Języka i Literatury, a od października 1971 roku powrócił do pracy w Zakładzie Języka Polskiego, gdzie pracował do chwili jego rozwiązania w 1996 r.
Od września 1996 roku pracuje w Zakładzie Frazeologii i Kultury Języka Polskiego UAM.
W latach 1996–2006 kierował Zakładem Frazeologii i Kultury Języka Polskiego w Instytucie Filologii Polskiej UAM, a w latach 1996–2008 kierował Pracownią Leksykograficzną.
W styczniu i w lutym 1972 roku pod opieką naukową prof. dr Haliny Kurkowskiej i prof. dr. Stanisława Skorupki odbył staż naukowy w Instytucie Filologii Polskiej Uniwersytetu Warszawskiego. W marcu 1973 pod opieką prof. dr hab. Teresy Skubalanki odbył staż naukowy w Instytucie Filologii Polskiej UMCS w Lublinie.
Pracę doktorską Studia nad frazeologią polską obronił 24 września 1975 roku. Promotorem pracy był prof. dr hab. Zygmunt Zagórski, natomiast recenzentami – prof. dr hab. Teresa Skubalanka i prof. Władysław Kuraszkiewicz.
Rozprawę habilitacyjną: Innowacje frazeologiczne współczesnej polszczyzny – obronił w grudniu 1987. Jej recenzentami byli: prof. dr Stanisław Skorupka, prof. dr hab. Zygmunt Zagórski i doc. dr hab. Jan Miodek.
W kwietniu 1990 roku uzyskał etat docenta. W lipcu 1991 roku – stanowisko profesora UAM
Tytuł profesora nauk humanistycznych otrzymał w maju 1998 roku.
Prowadził zajęcia z metodyki nauczania języka polskiego i literatury, z gramatyki opisowej języka polskiego, leksykologii, kultury języka polskiego, bibliografii i leksykografii językoznawczej oraz wykłady monograficzne z frazeologii i fleksji polskiej.
W latach 1977–1981 współpracował z poznańskim tygodnikiem „Tydzień”. W latach 1982–1993 z poznańskim dziennikiem „Głos Wielkopolski”, w których redagował stałą rubrykę „Na końcu języka”.
Profesor Bąba był członkiem wielu towarzystw naukowych, między innymi:
- Członek Komisji Frazeologicznej Komitetu Językoznawstwa PAN,
- Komisji Kultury Języka PAN, Komitetu Okręgowego Olimpiady Literatury i Języka Polskiego w Poznaniu
- Komitetu Redakcyjnego „Języka Polskiego” w Krakowie,
- Członek zarządu Towarzystwa Miłośników Języka Polskiego[2].

Został pochowany na Cmentarzu Junikowo w Poznaniu (kwatera 11-A-11-15).

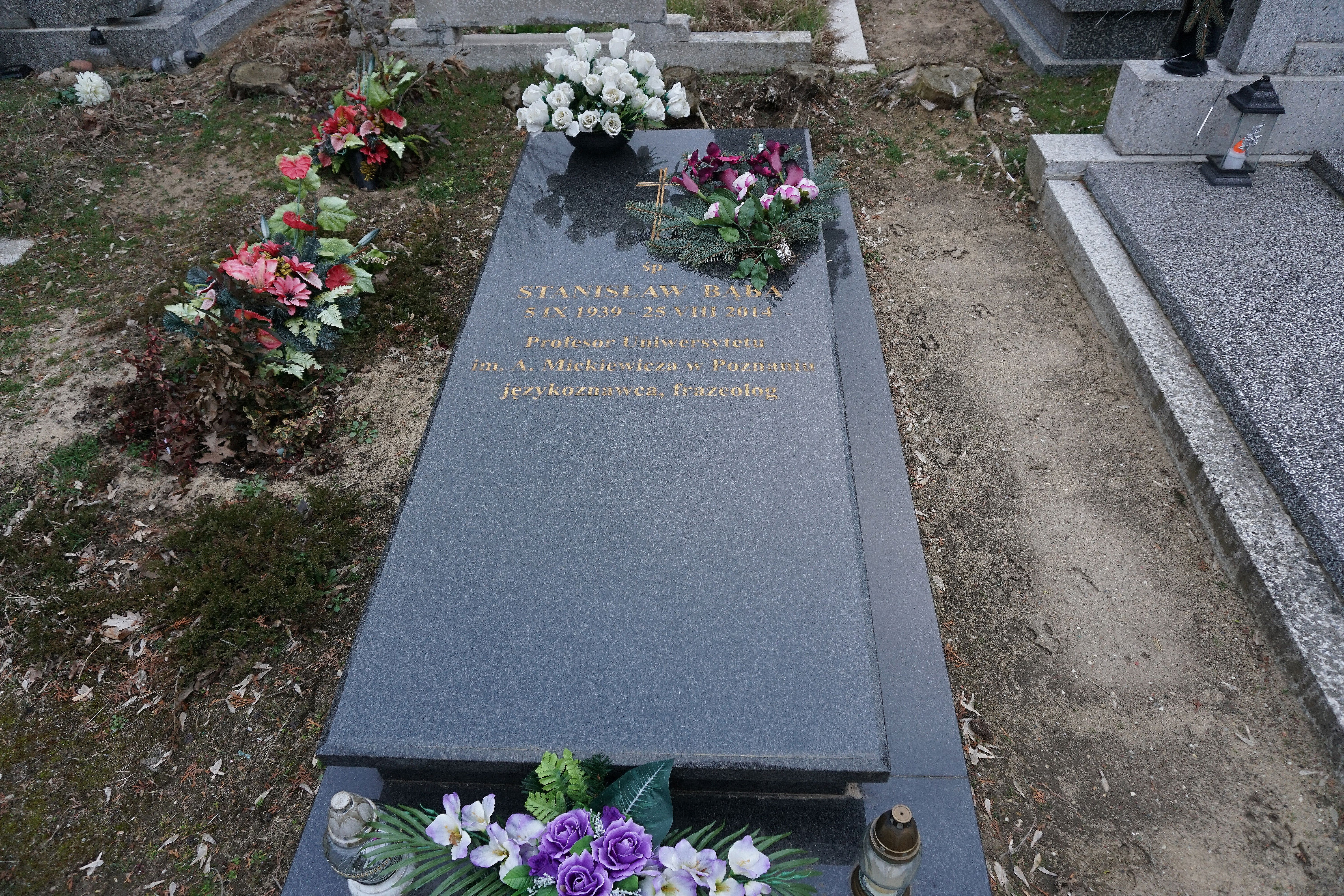
Grób prof. Stanisława Bąby na Cmentarzu Junikowskim

## Publikacje
Słowniki:
Słownik frazeologiczny współczesnej polszczyzny. Warszawa: PWN, 2001 (wraz z Jarosławem Liberkiem)
Monografie:
- Inowacje frazeologiczne współczesnej polszczyzny. Poznań: Wydawnictwo Naukowe Uniwersytetu im. Adama Mickiewicza w Poznaniu, 1989
- Materiały do bibliografii frazeologii polskiej. Prace opublikowane w latach 1945–1995. Poznań: Wydawnictwo WiS, 1998
- Materiały do bibliografii frazeologii polskiej. Prace opublikowane w latach 1996–2000. Poznań: Wydawnictwo Poznańskie, 2003
- Materiały do bibliografii frazeologii polskiej. Prace opublikowane w latach 2001–2005. Poznań: Wydawnictwo Poznańskie, 2008